# Fortaleza de Nossa Senhora da Conceição (Póvoa de Varzim)
A Fortaleza de Nossa Senhora da Conceição, também denominada Fortaleza da Póvoa de Varzim e Castelo da Póvoa, localiza-se na cidade da Póvoa de Varzim, no distrito do Porto, em Portugal.
A Fortaleza de Nossa Senhora da Conceição encontra-se classificada como Imóvel de Interesse Público desde 1960.

## História

### Forte primitivo
Pinho Leal, em Portugal Antigo e Moderno (1876) diz que se supõe que este pequeno e antigo fortim tinha sido edificado pelos anos de 1400, no reinado de João I de Portugal. No final da época quinhentista começaram a desenvolver-se as actividades ligadas à construção naval, na zona da Ribeira, zona em volta do "Forte de Torrão". O fortim tinha sido edificado às expensas da Câmara Municipal, com a finalidade de proteger a florescente comunidade ligada às atividades mariítimas (mercadores, construtores navais e pescadores) do ataque de corsários. Esse primitivo forte ainda existia em 1685, quando estava guarnecido por um tenente, um condestável e dois artilheiros, nomeados pela autarquia.

### A fortaleza setecentista
No último quartel do século XVII, diante da necessidade de uma melhor defesa do porto, o alcaide João de Almeira Rêgo, julgou ser melhor a construção de uma fortaleza. A primeira pedra da atual fortificação foi lançada em 1701, sob o reinado de Pedro II de Portugal, com projeto do sargento-mor engenheiro Sebastião de Souza. Os trabalhos pararam em 1703 por falta de verbas. Anos depois, chegara ao conhecimento de João V de Portugal que o porto da Póvoa de Varzim não oferecia segurança dada a paralisação das obras da fortificação havia muitos anos. O trabalhos foram retomados em 1738, quando D. Diogo de Sousa, filho de D. João de Sousa, Governador das Armas do Minho, recebeu ordens daquele soberano para concluir a fortaleza.
Essas ordens foram expedidas uma vez que o monarca considerava esta fortificação costeira grande importância para o reino. Por ter sido D. Diogo de Sousa o governador que concluiu a fortaleza em 1740, as armas da sua família foram colocadas sobre o Portão de Armas a 22 de Outubro daquele ano, dia dos anos do soberano. Na inauguração estavam presentes o general de armas, outras autoridades militares e civis e o primeiro governador da fortaleza, Francisco Félix Henriques da Veiga Leal, naquela altura ainda nomeado interinamente.
O primeiro governador, Veiga Leal, nomeado a 13 de Maio de 1738, desde logo não consentiu na extracção dos argaços que chegavam à praia fronteira do castelo. Sendo esse um direito ancestral assegurado desde os forais D. Dinis e D. Manuel I, a proibição levou a uma queixa formal dos moradores à Câmara Municipal, que por sua vez a conduziu ao monarca que, pela Provisão de 20 de Dezembro de 1741, confirma que os moradores continuavam a ter posse e uso das praias, e dos proveitos que daí retiravam, como os argaços ou a pesca, na forma do foral da vila. Apenas vários anos passados, em 1752, é que Veiga Leal é confirmado como governador em diploma escrito pelo punho de D. José I.

### Do século XIX aos nossos dias

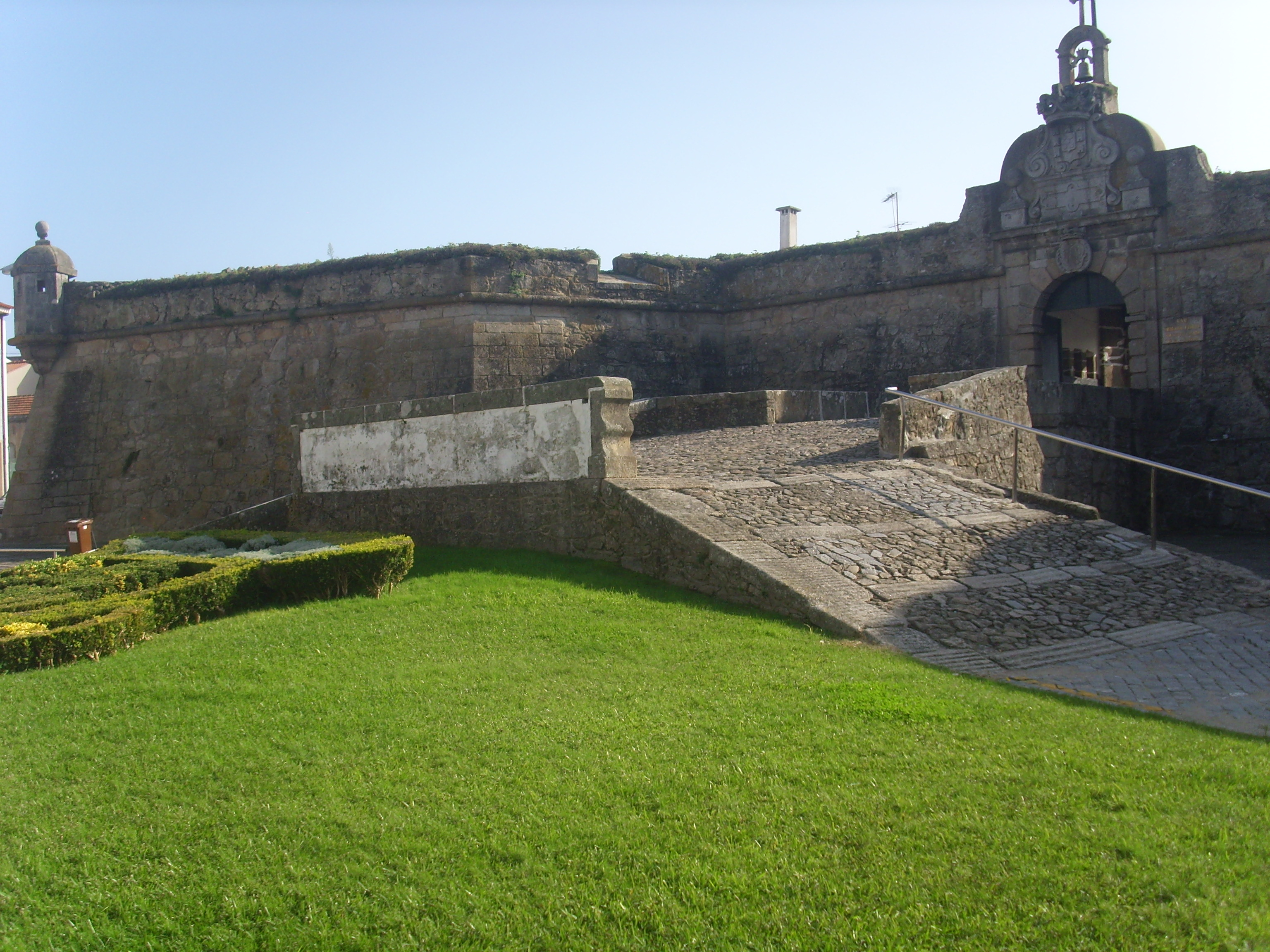
Portão de Armas da fortaleza.

No século XIX, a fortificação conheceu alguma decadência, tendo o seu terrapleno sido usado para corridas de touros, espectáculos de cavalos e acrobatas. Em 1857, a Câmara Municipal sugeriu que o imóvel se tornasse num mercado e subdelegação da Alfândega, referindo que "o Castelo constitue uma potência feudal que é mister destruir-se.". Em 1859 sugeriu novamente que se tornasse estação fiscal da delegação da Alfândega e escola primária da 2ª cadeira. Por volta de 1868 novo relatório informou que, como outras fortalezas do reino, esta quase não tinha artilharia sendo considerada há anos com tão limitada importância, que já se haviam construído casas na sua esplanada.
As suas dependências passaram então a ser o quartel da Guarda Fiscal, hoje denominada Brigada Fiscal da Guarda Nacional Republicana (GNR). Todos os anos, até aos nossos dias, ocorre na fortaleza a procissão da Nossa Senhora da Conceição do Castelo, na noite de 7 para 8 de Dezembro. A Brigada Fiscal deixou em Fevereiro de 2010 a fortaleza. A Câmara tomou conta do imóvel, protocolada com o Estado desde 1999.
Com um projecto, de autoria do arquitecto Rui Bianchi, a Câmara Municipal recuperou o forte, para a instalação de bares e restaurantes no seu interior. Os edifícios sofreram poucas alterações, tendo apenas desaparecido um jardim interior para dar origem a uma ampla praça de armas, abrindo ao público em 2015.

## Características
A fortificação apresenta planta quadrangular com quatro baluartes nos vértices: dois de frente para o mar (baluartes da Conceição e de São Francisco de Bórgia), e dois para terra (baluartes de São José e São Filipe e Diogo). Dos flancos dos primeiros seguem dois lanços de muralha de 33 metros de comprimento, os quais se juntam em ângulo saliente para o mar, e assim formam uma bateria de 7 metros de largura e mais de 60 de extensão. No terrapleno da fortificação foi edificada em 1743 uma capela, sob invocação de Nossa Senhora da Conceição (Capela de Nossa Senhora da Conceição do Castelo), dita "Real Capela", onde foi instituída pelos jesuítas uma irmandade do Santíssimo Coração de Jesus, que, em tempos, contou com mais de 2.000 irmãos, entre gentes da Póvoa e terras vizinhas.
Foi extinta por José de Portugal e o Marquês de Pombal, quando da expulsão da Companhia do país em 1761. Dela saía uma tradicional procissão de "Corpus Christi" que, ao sair pelo Portão de Armas, acompanhada pelo capelão da fortaleza, era salvada pela artilharia. Em estilo barroco, apresenta pequenas dimensões, recoberta com abóbada em cantaria. Nela destacam-se o retábulo em talha dourada e o sacrário, sendo aí venerados ainda Santa Bárbara, padroeira da artilharia, e uma imagem do Menino Jesus com o coração na mão, patrono da antiga congregação do Santíssimo Coração de Jesus.